# Julius Paulsen
Julius Paulsen, född den 22 oktober 1860 i Odense, död den 17 februari 1940, var en dansk målare, tecknare, grafiker och konstpedagog.
Julius Paulsen är mest känd för sina genreporträtt, aktbilder och landskapsstämningar. I sina yngre år målade Paulsen ofta bibliska motiv, såsom den stora duken Adam och Eva (1887, Kunstmuseet, Köpenhamn), imponerande genom den plastiska känslan och den enkelt kraftfulla kompositionen. Hans små själfulla porträtt och interiörer från 1880-talet visar släktskap med Vilhelm Hammershøis asketiska färgsyn men har redan en för Paulsen karakteristisk, målerisk atmosfär. Ljusproblemet är det väsentliga, och valörspelet av grått, gråbrunt, blekblått och vitt utvecklas under följande decennier till allt luftigare finhet, men touchen får ökad frihet och bredd. Några impressionistiska skisser från Bal Tabarin i Paris representerade en höjdpunkt i hans valörraffinemang. Mera kända är Paulsens porträtt av danska kulturpersonligheter och hans många aktstudier. Även strandbilderna med pärlemorskimrande kvällstoner är berömda och har jämförts med Jens Peter Jacobsens smådikter. 
Från senare år finns även åtskilliga stämningsporträtt och grupper i interiör med helt frigjort fläckföredrag, där figurerna ofta tycks vilja flyta ut i en atmosfär av tobaksrök. Dubbelporträttet Stenming (1925) är ett av hans mästerverk i antydningens konst. Paulsen var 1908-1920 professor vid konstakademin i Köpenhamn. 
Paulsen är representerad vid bland annat Statens Museum for Kunst, ARoS Aarhus Kunstmuseum, KUNSTEN Museum of Modern Art Aalborg, Trapholt, Randers Kunstmuseum, Skagens Museum, Ordrupgaard, Bornholms Kunstmuseum, Göteborgs konstmuseum, Nationalmuseum
Malmö konstmuseum, Nasjonalmuseet och Ateneum.